# Église Notre-Dame de La Neuville-en-Beine

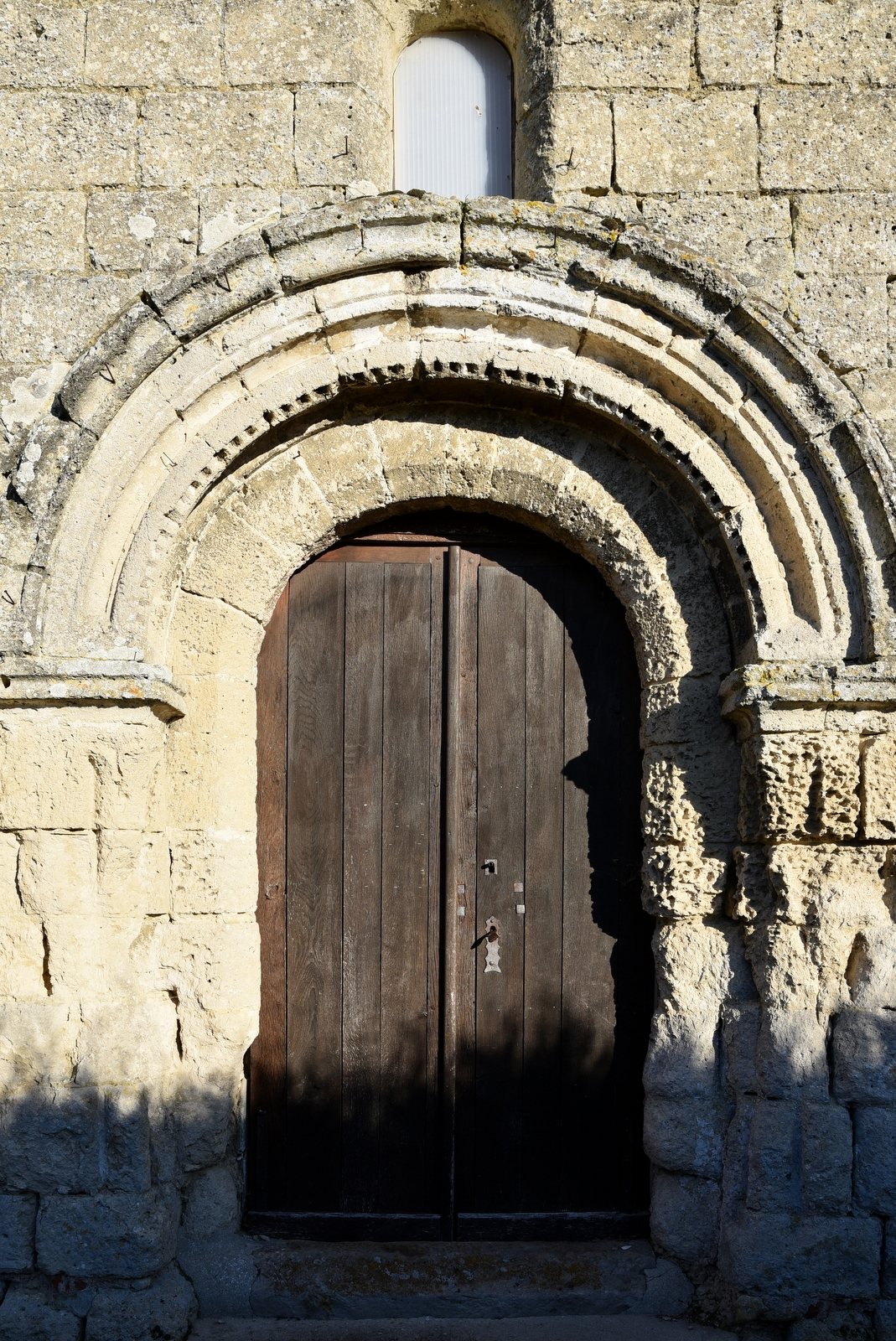
Porche de l'église Notre-Dame de La Neuville-en-Beine

L'église Notre-Dame est une église située à La Neuville-en-Beine, en France.

## Localisation
L'église est située sur la commune de La Neuville-en-Beine, dans le département de l'Aisne.

## Historique
Le monument est classé au titre des monuments historiques en 1934.

## Galerie

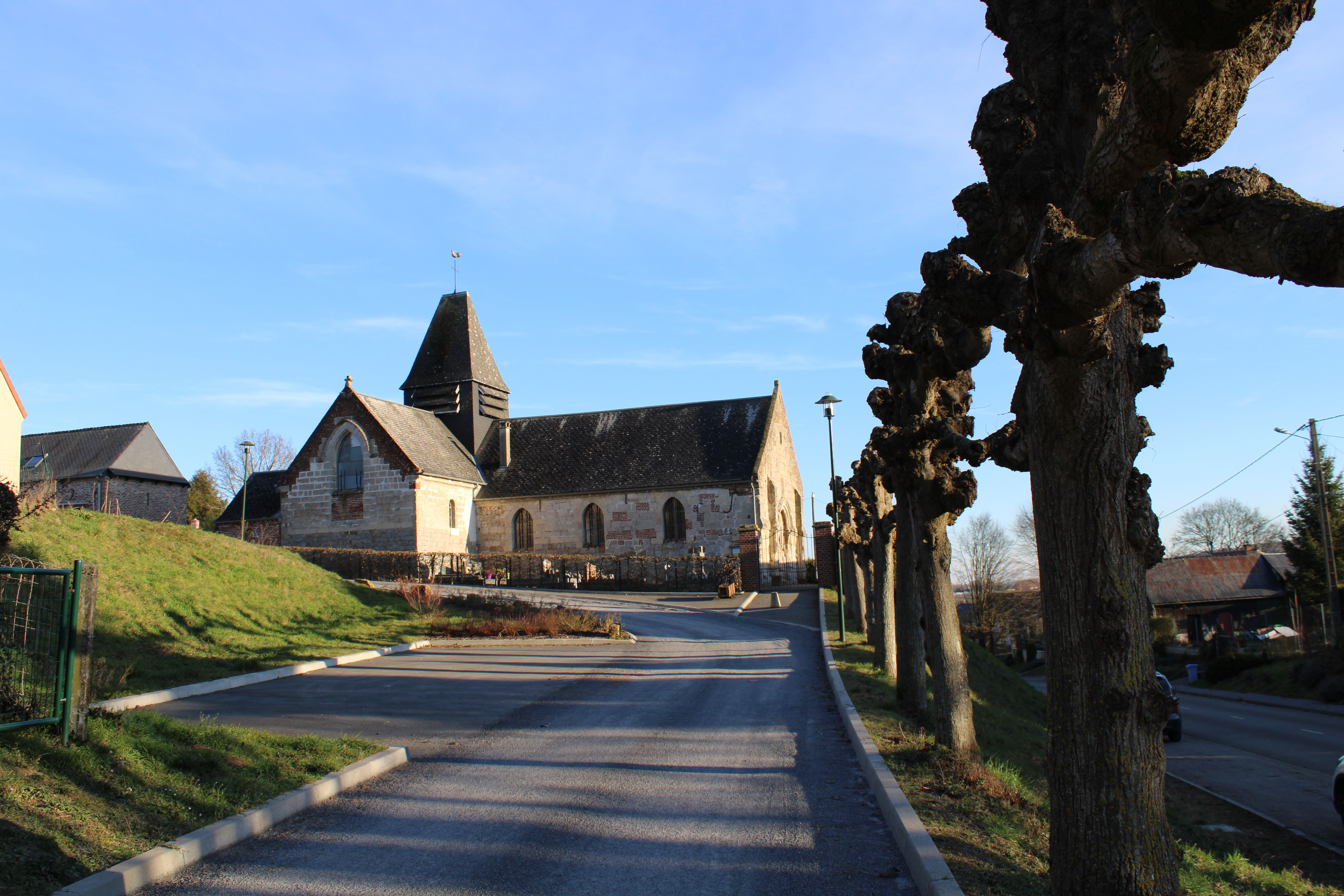
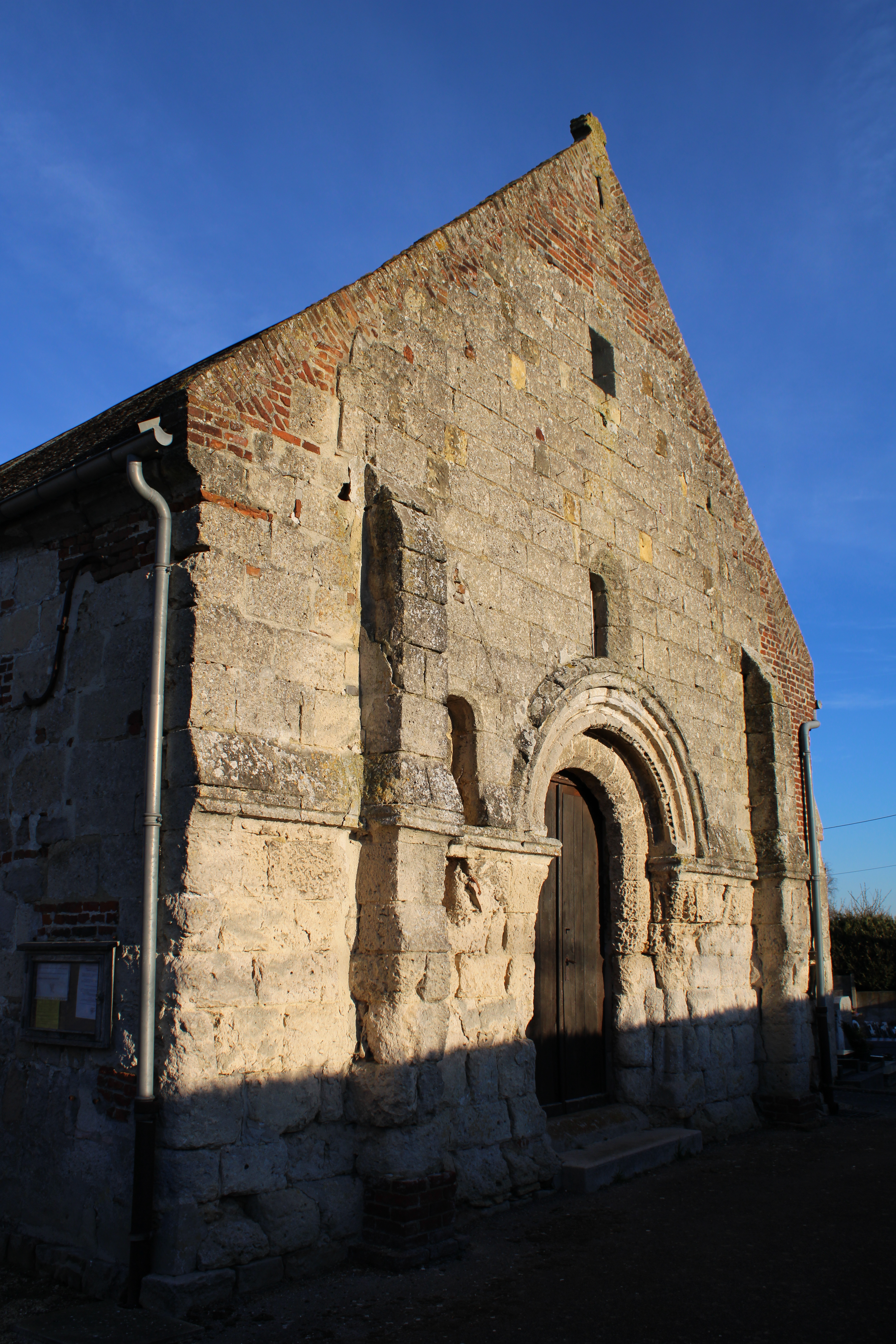
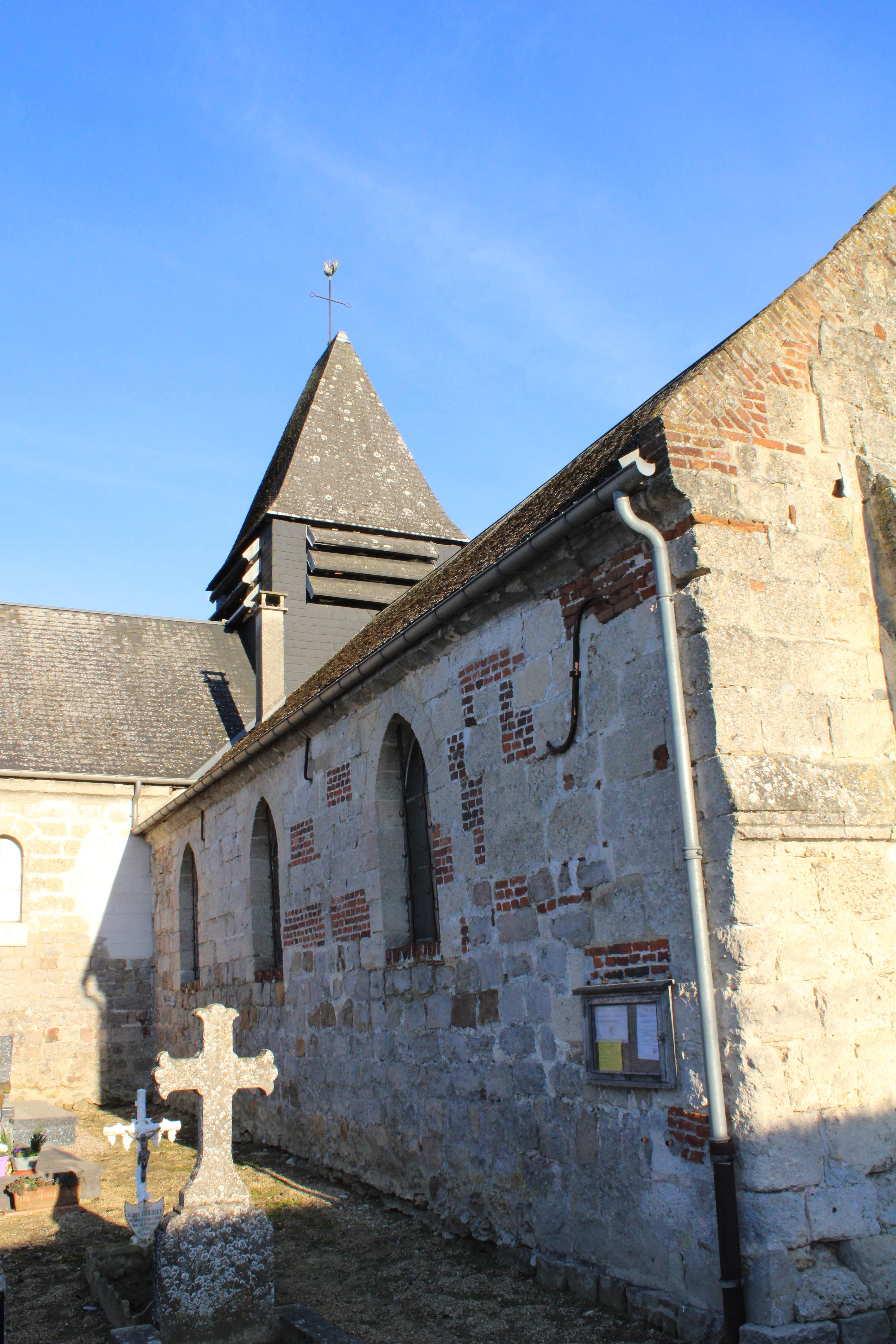
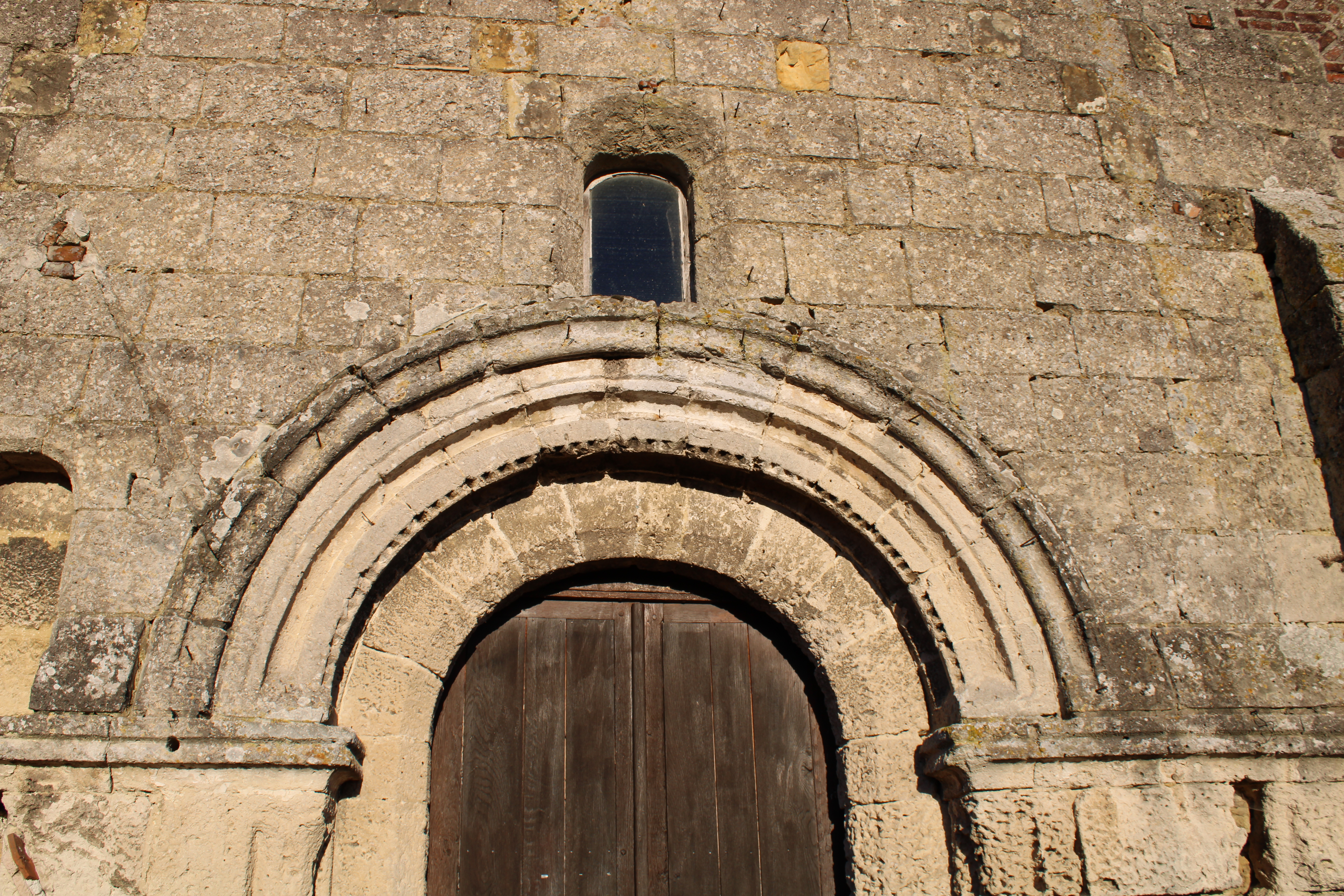
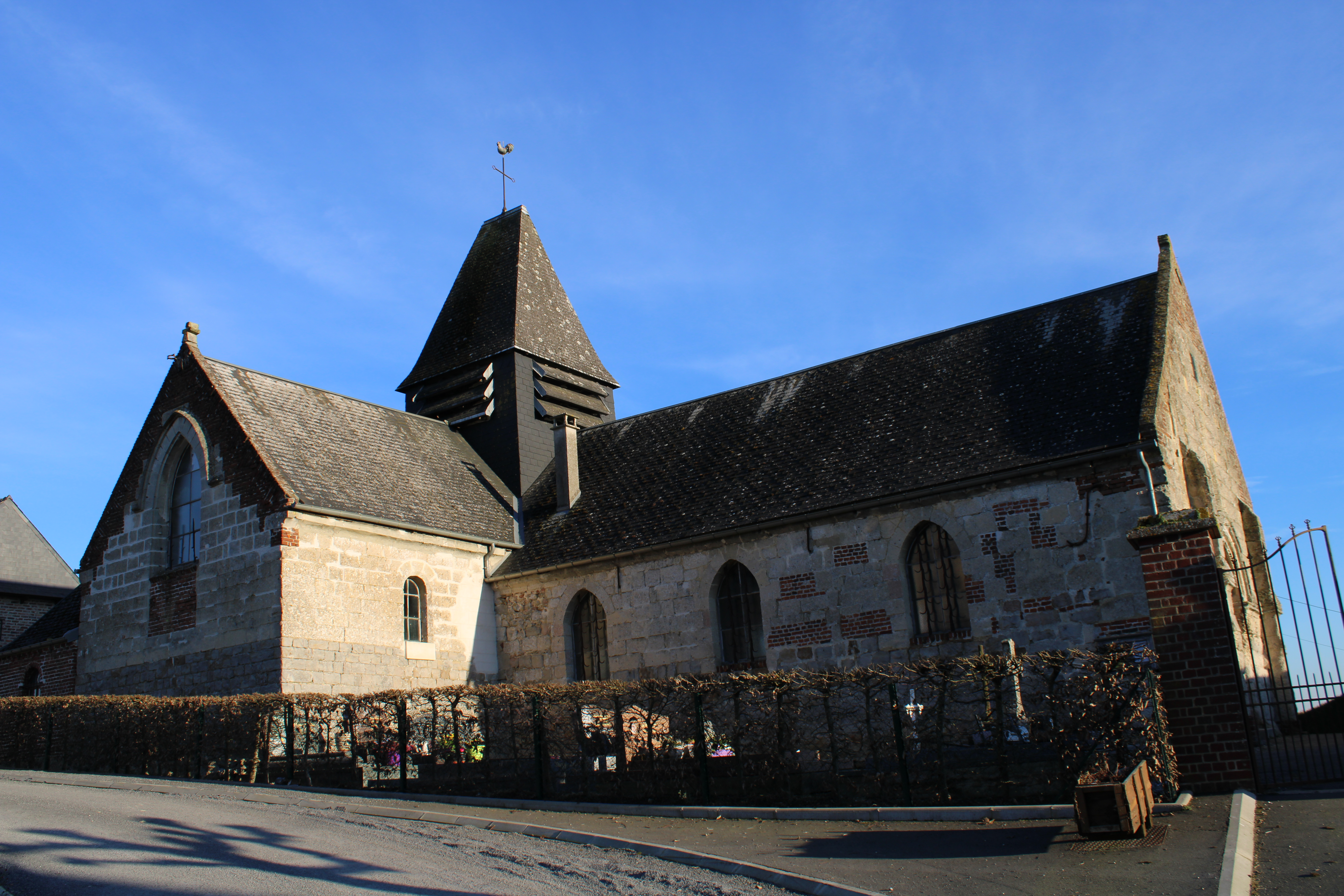